# William Ross (compositore)
William Ross (20 luglio 1948) è un compositore e arrangiatore statunitense.
Ha collaborato con diversi artisti musicali, tra cui: Barbra Streisand, Céline Dion, Andrea Bocelli. Per alcune delle sue composizioni ha ricevuto diverse nomination e premi.

## Filmografia
- Senti chi parla adesso! (Look Who's Talking Now!), regia di Tom Ropelewsky (1993)
- Thumbelina (Pollicina) (Thumbelina), regia di Don Bluth e Gary Goldman (1994)
- Poliziotti a domicilio (Cops and Robbersons), regia di Michael Ritchie (1994)
- Piccole canaglie (The Little Rascals), regia di Penelope Spheeris (1994)
- Il piccolo panda (The Amazing Panda Adventure), regia di Christopher Cain (1995)
- La pecora nera (Black Sheep), regia di Penelope Spheeris (1996)
- Tin Cup, regia di Ron Shelton (1996)
- Fuga dalla Casa Bianca (My Fellow Americans), regia di Peter Segal (1996)
- Conflitti del cuore (The Evening Star), regia di Robert Harling (1996)
- Un sorriso come il tuo (A Smile Like Yours), regia di Keith Samples (1997)
- Il mio cane Skip (My Dog Skip), regia di Jay Russell (2000)
- Tuck Everlasting - Vivere per sempre (Tuck Everlasting), regia di Jay Russell (2002)
- Harry Potter e la camera dei segreti (Harry Potter and the Chamber of Secrets), regia di Chris Columbus (2002)
- Young Black Stallion (The Young Black Stallion), regia di Simon Wincer (2003)
- Squadra 49 (Ladder 49), regia di Jay Russell (2004)
- In campo per la vittoria (The Game of Their Lives), regia di David Anspaugh (2005)
- Le avventure del topino Despereaux (The Tale of Despereaux), regia di Sam Fell e Robert Stevenhagen (2008)
- The Mighty Macs, regia di Tim Chambers (2009)
- Harold & Kumar - Un Natale da ricordare (A Very Harold & Kumar Christmas), regia di Todd Strauss-Schulson (2011)
- Alone Yet Not Alone, regia di Ray Bengston e George D. Escobar (2013)
- Destinazione matrimonio (Destination Wedding), regia di Victor Levin (2018)
- Star Wars - L'ascesa di Skywalker (Star Wars: The Rise of Skywalker), regia di J. J. Abrams (2019)